# هاري بروس (لاعب كرة قدم أسترالية)
هاري بروس (بالإنجليزية: Harry Bruce)‏ هو لاعب كرة قدم أسترالية أسترالي، ولد في 12 يوليو 1895 في Murrumbeena, Victoria ‏ في أستراليا، وتوفي في 7 ديسمبر 1977 في Malvern East, Victoria ‏ في أستراليا.

## وصلات خارجية
- هاري بروس على موقع AustralianFootball.com (الإنجليزية)
- هاري بروس على موقع AFLtables.com (الإنجليزية)